# Saison 10 de Secrets d'histoire
La dixième saison de Secrets d'histoire est une émission de télévision historique présentée par Stéphane Bern.
Elle est diffusée du 19 janvier au 15 novembre 2016 sur France 2.

## Principe de l’émission
Chaque numéro retrace la vie d'un grand personnage de l'Histoire et met en lumière des lieux hautement emblématiques du patrimoine.
Chaque reportage est constitué d'images d'archives, de reconstitutions, d'extraits de films et iconographies, ainsi que d'entretiens avec des spécialistes (historiens, écrivains, conservateurs...). Des plateaux sont également réalisés en extérieur dans différents lieux liés au sujet évoqué.

## Liste des épisodes inédits

### Et si Henri III n'était pas mignon?

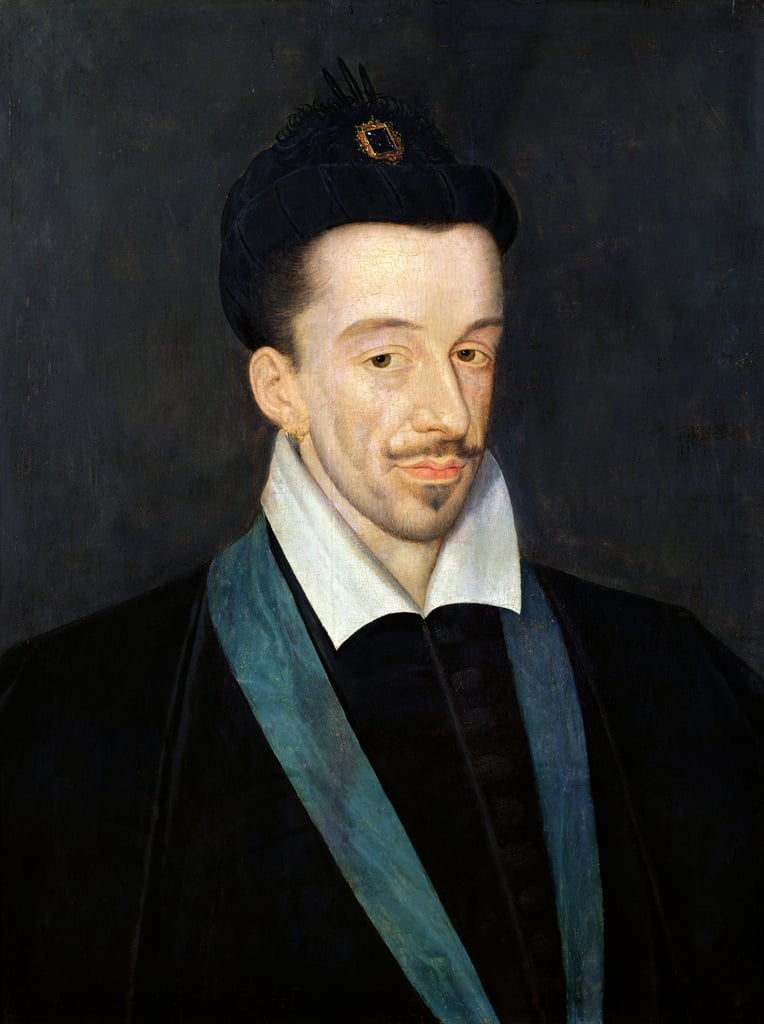
Henri III par François Quesnel (vers 1588).

#### Description
Ce numéro retrace le destin du roi de France Henri III, quatrième fils du roi Henri II et de Catherine de Médicis, qui fut assassiné par un moine fanatique. Personnage méconnu, il a longtemps laissé l’image d’un roi efféminé, portant des boucles d'oreilles et entouré de ses favoris, les « mignons ».
Dans l’émission, l’historienne Monique Chatenet revient également sur l’attachement du roi pour sa femme, la reine Louise. « Un roi amoureux de sa femme, je crois que cela ne s’était pas vu depuis très très longtemps à la cour de France » déclare-t-elle.

#### Première diffusion
- France : 19 janvier 2016

#### Avis de la presse
Le magazine Télé Z note : « Chaque numéro de Secrets d'histoire a son lot d’informations déroutantes, drôles ou méconnues sur la personnalité choisie. Ce numéro sur Henri III ne déroge pas à la règle ».
De son côté, l'hebdomadaire Télé-Loisirs note : « Une fois encore, le magazine comble notre soif de culture avec force détails et images grandioses. Un délice ! ».

#### Lieux de tournage
Parmi les lieux visités par l'émission, on retrouve notamment le château de Fontainebleau, le Musée de la Renaissance et le Château d'Écouen.

#### Liste des principaux intervenants
- Jean-François Solnon - historien
- Joël Cornette - historien
- Nicolas Le Roux - historien
- Jean-Marie Constant - historien
- Thierry Crépin-Leblond - conservateur
- Jean-Michel Delacomptée - écrivain
- Denis Crouzet - historien
- Éliane Viennot - historienne
- Monique Chatenet - historienne
- Alexandra Zvereva - historienne[7]

### Louis II de Bavière, le roi perché

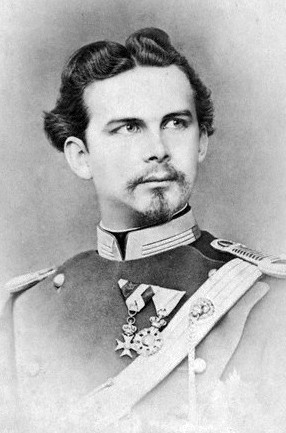
Louis II de Bavière, photographie de 1874.

#### Description
Ce numéro retrace le destin tragique du roi Louis II de Bavière, souverain bâtisseur et mécène de compositeur Richard Wagner.
L’émission s’attarde également sur les trois châteaux qu’il fit construire au cours de son règne : Neuschwanstein, Herrenchiemsee et Linderhof. Bien que de styles et d’inspirations différentes, les trois châteaux avaient tous le même but : permettre au roi Louis II de vivre ses rêves, loin des réalités de l’Allemagne de la seconde moitié du XIXe siècle.

#### Première diffusion
- France : 29 mars 2016

#### Avis de la presse
Le magazine Télé 7 jours note qu'il s'agit d'un documentaire « passionnant ». De son côté, le site Les Docus note : « À l’abri des regards, il édifie les décors de ses songes, autant de fantasmes de pierres, dont Secrets d'histoire vous ouvre pour la première fois les portes. De l’irréel château de Neuschwchantein au somptueux Linderhof, ou le grandiose Herrenchiemsee et sa galerie des Glaces plus longue que celle de Versailles ».

#### Lieux de tournage
Parmi les lieux visités par l'émission, on retrouve notamment les châteaux de Herrenchiemsee, Hohenschwangau, Linderhof, Neuschwanstein et Possenhofen.

#### Liste des principaux intervenants
- Isaure de Saint Pierre - biographe
- Hortense Dufour - écrivaine
- Philippe Séguy - écrivain
- Jean-Louis Schlim - historien
- Christine Mondon - biographe
- Elisabeth Reynaud - biographe
- Ève Ruggieri - journaliste
- Emmanuel Ducamp - historien
- Sophie Hertford - biographe
- Jean-Paul Bled - historien[1]

### À Florence, Laurent le Magnifique

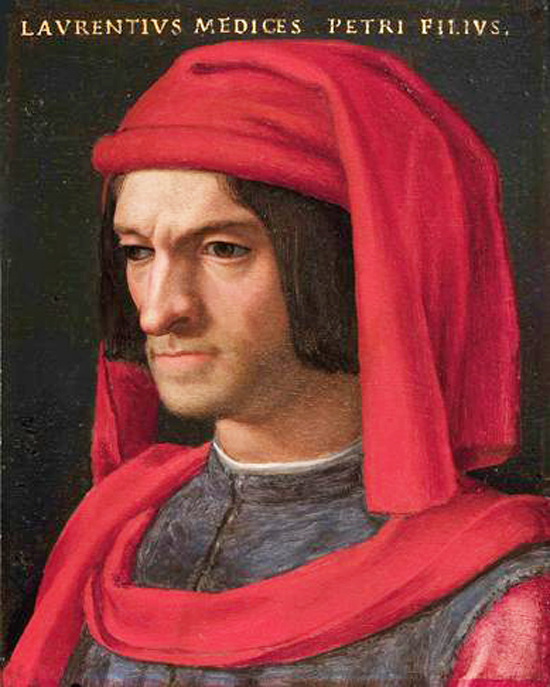
Portrait le Laurent de Médicis (réalisé par Bronzino).

#### Description
Ce numéro retrace le destin de Laurent de Médicis, surnommé Laurent le Magnifique, un homme d'État italien qui fit entrer Florence dans la Renaissance. Issue d'une famille de riches banquiers, il joua le rôle de mécène auprès de nombreux artistes comme Michel-Ange, Léonard de Vinci et Botticelli. Personnalité complexe, il laisse également l'image d'un despote.
« Il ne faut pas avoir de scrupules quand on veut le pouvoir… On ne voit que la lumière des Médicis et de la Renaissance, on oublie l'ombre. […] Le génie était là. La violence aussi. Les Médicis avaient du sang sur les mains et un goût parfait. […] Les Médicis ont dépensé beaucoup d'argent sur une période assez brève, mais Florence continue aujourd'hui de se rembourser, avec tous ces chefs-d'œuvre qui attirent des millions de touristes. » rappelle à cette occasion Stéphane Bern.

#### Première diffusion
- France : 3 mai 2016

#### Avis de la presse
Le journal Le Parisien note : « Stéphane Bern ne veut pas trop noircir le tableau. […] Sur le tournage, nous avons croisé pas mal de vacanciers français qui nous demandaient quand l'émission allait être diffusée. Que de beauté ! Et les artistes, eux, n'avaient pas les mains sales… C'est le paradoxe de ce film : Botticelli, Léonard de Vinci ou Michel-Ange y apparaissent presque comme des personnages secondaires, qui se protègent ».

#### Lieux de tournage
Parmi les lieux visités par l'émission, on retrouve notamment :
- La Chapelles des Médicis
- Le Palazzo Vecchio
- Le Palais Medici-Riccardi
- La Villa médicéenne de Poggio a Caiano
- La Bibliothèque Laurentienne
- Le Palais Pitti[15]

#### Liste des principaux intervenants
- Philippe Séguy - écrivain
- Sophie Chauveau - écrivain
- François Colodiet - professeur agrégé d'histoire
- Laurence Aventin - historienne d'art
- Pascal Bonafoux - historien d'art
- Jean-Louis Fournel - historien
- Patrick Pesnot - écrivain
- Jack Lang - ancien ministre de la Culture et biographe
- Philippe Godoy - professeur de littérature italienne
- Serge Legat - historien d'art[15]

### Les femmes de la Révolution

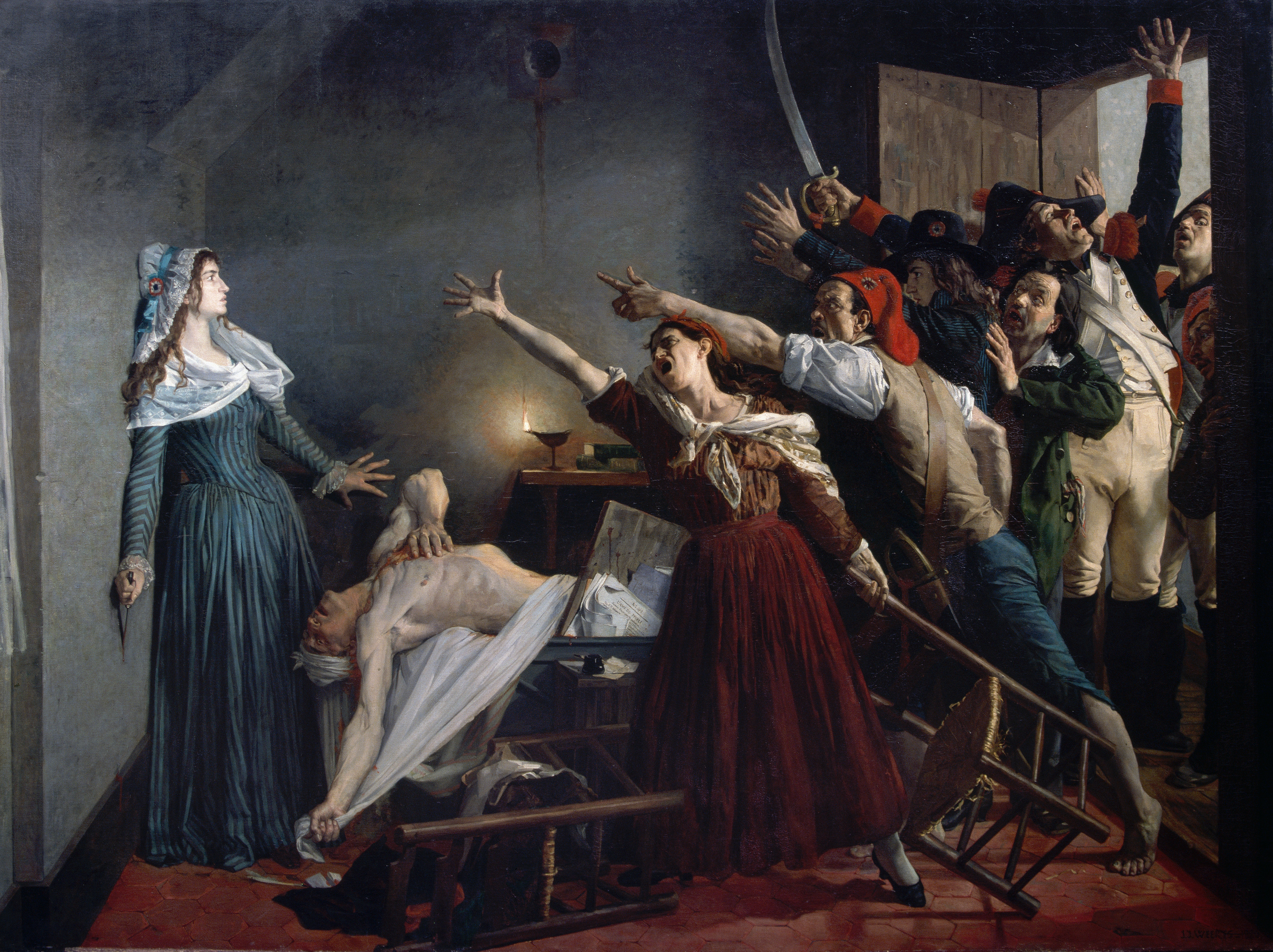
L'Assassinat de Marat, par Jean-Joseph Weerts (1880).

#### Description
Ce numéro retrace le destin de différentes figures féminines ayant joué un rôle notable au cours de la Révolution française : Théroigne de Méricourt, Olympe de Gouges, Charlotte Corday ou encore Thérésa Tallien, Manon Roland et Madame de Staël.
Issues de différentes origines (nobles, demi-mondaines, bourgeoises ou roturières), nombre d'entre elles ont usé de leur pouvoir, de leur plume ou du poignard pour faire valoir leurs droits et leurs idées.

#### Première diffusion
- France : 12 juillet 2016

#### Avis de la presse
Le magazine Notre temps note : « Du Louvre aux confins de la Belgique, Stéphane Bern et ses invités donnent chair à celles dont l’Histoire a surtout retenu le nom, bien moins la portée de leurs actions ».
De son côté, l'hebdomadaire La Vie note : « À travers le portrait de six révolutionnaires, […], ce numéro met en lumière les prémices d'un combat séculaire pour l'égalité des sexes. Si on lui pardonne sa dynamique narrative répétitive et ses effets de suspens faussement intrigants, ce programme captive d'un bout à l'autre. Hasard du calendrier, sa diffusion intervient quelques semaines après la disparition d'une figure du féminisme français, Benoîte Groult. Une douce piqûre de rappel pour tous ».

#### Lieux de tournage
Parmi les lieux visités par l'émission, on retrouve notamment :
- le Château de Versailles
- les rives du Lac Léman
- le Musée Lambinet à Versailles[19]
- le Musée du Louvre[20].

#### Liste des principaux intervenants
- Jean Tulard - Historien
- Françoise Kermina - Historienne
- Elisabeth Roudinesco - Historienne
- Jean-Clément Martin - Historien
- Emmanuel de Waresquiel - Historien
- Olivier Blanc - Historien
- Michel de Decker - Historien
- Michel Onfray - Philosophe
- Philippe Séguy - Romancier
- Hélène Maurice-Kerymer - Romancière[20]

### La Grande Mademoiselle: une rebelle sous Louis XIV

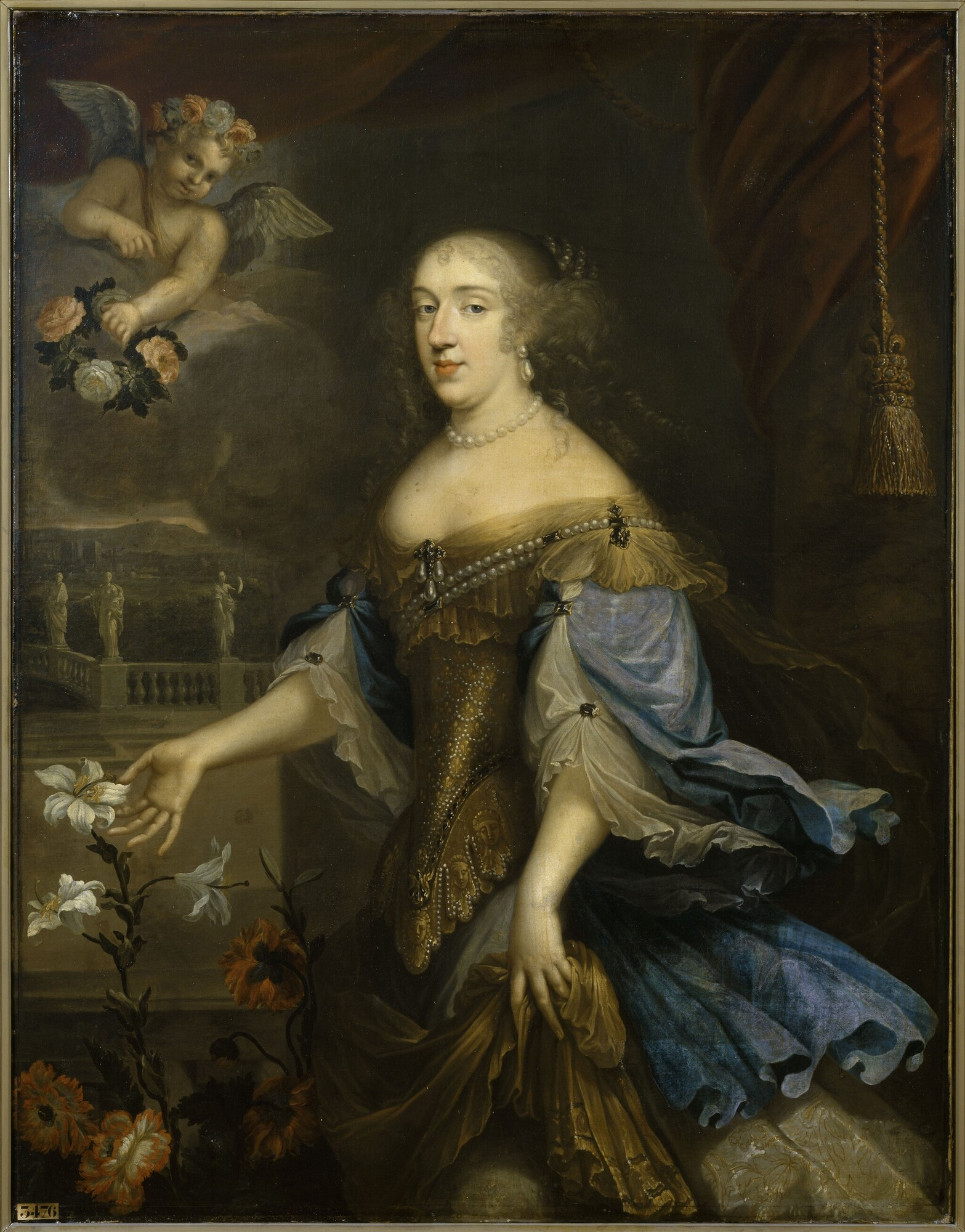
Portrait d'Anne Marie Louise d'Orléans, dite la Grande Mademoiselle, peint vers 1665.

#### Description
Ce numéro retrace le destin d'Anne-Marie-Louise d'Orléans, dite la Grande Mademoiselle, nièce du roi de France Louis XIII.
Pendant plusieurs années, elle rêva d’épouser son cousin, le futur Louis XIV, et ce malgré l’opposition du cardinal de Richelieu. Femme influente, elle n’hésita pas à rejoindre le camp des rebelles lorsque la révolte de la Fronde éclate à Paris, Un crime de lèse-majesté qui lui vaudra d’être exilée pendant 5 ans,.

#### Première diffusion
- France : 19 juillet 2016

#### Avis de la presse
L'hebdomadaire La Vie note : « Un numéro plutôt bien ficelé si on s'épargne les dernières minutes consacrées à l'enfance de Jean d'Ormesson au château de Saint-Fargeau, propriété de la Grande Mademoiselle. Un épilogue longuet dont on peine à comprendre l'intérêt ».

#### Lieux de tournage
Parmi les lieux visités par l'émission, on retrouve notamment l'Hôtel de Lauzun à Paris ainsi que les nombreuses propriétés de la Grande Mademoiselle, du Château d'Eu en Normandie à celui de Saint-Fargeau en Bourgogne.

#### Liste des principaux intervenants
- Jean d’Ormesson - écrivain
- Christian Bouyer - historien
- Michel de Decker - historien
- Jacqueline Duchêne - écrivain
- Agnès Cousson - historienne
- Jean Garapon - écrivain
- Evelyne Lever - historienne
- Jean-Christian Petitfils - historien
- Christian Renoux - historien
- Jean-Michel Riou - écrivain
- Sophie Vergnes - historienne[24]

### Cléopâtre ou la beauté fatale

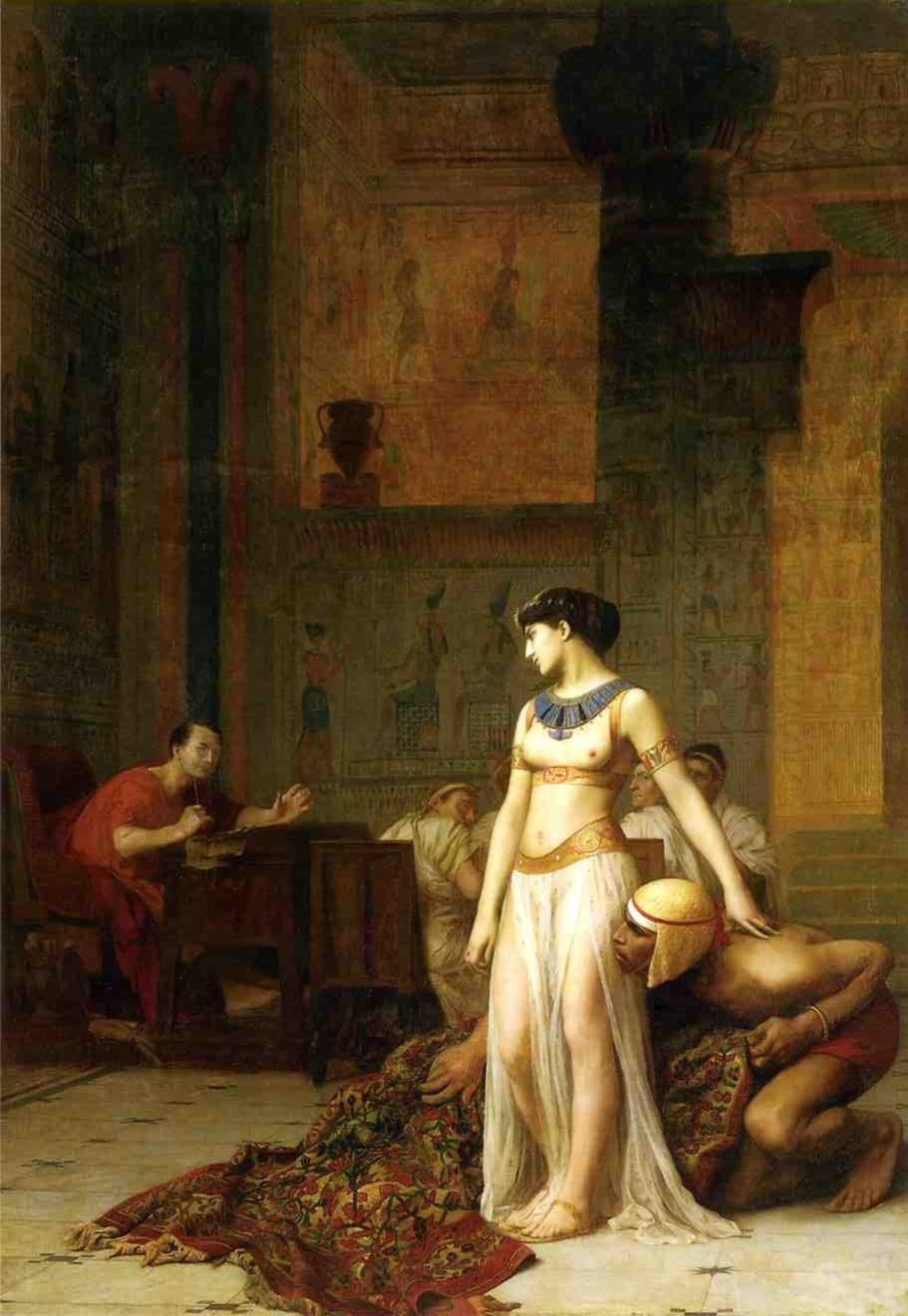
Cléopâtre et César par Jean-Léon Gérôme, 1866.

#### Description
Ce numéro retrace le destin de Cléopâtre VII, dernière reine d'Egypte et l’une des femmes les plus célèbres de l'Antiquité. Femme de pouvoir, elle dirigea son pays, mena des armées et parvint à séduire deux des hommes les plus puissants de son temps : Jules César et Marc Antoine. L’émission s’attache également à décrypter la personnalité de cette figure mythique de l’Antiquité.

#### Diffusions
- France : 26 juillet 2016
- France : 2 août 2018 (rediffusion)[26]

#### Avis de la presse
L'hebdomadaire La Vie note : « Depuis le musée du Louvre, Stéphane Bern réussit à illustrer très justement certaines périodes à l'aide de momies, objets et sculptures. Un numéro complet qui donne envie d'en savoir plus ».
De son côté, le magazine Notre temps note : « Comme le montre l’émission, son souvenir est devenu impérissable, et son nom aussi puissant qu’une marque ».

#### Lieux de tournage
Parmi les lieux visités par l'émission, on retrouve notamment ses palais d'Alexandrie, la ville de Rome ou encore les rives du Nil,.

#### Liste des principaux intervenants
- Christian-Georges Schwentzel - historien
- Irène Frain - écrivaine
- Françoise Chandernagor - écrivain
- Claude Aziza - historien
- Michel Chauveau - égyptologue
- Virginie Girod - historienne[28],[29]

### George Sand, libre et passionnée

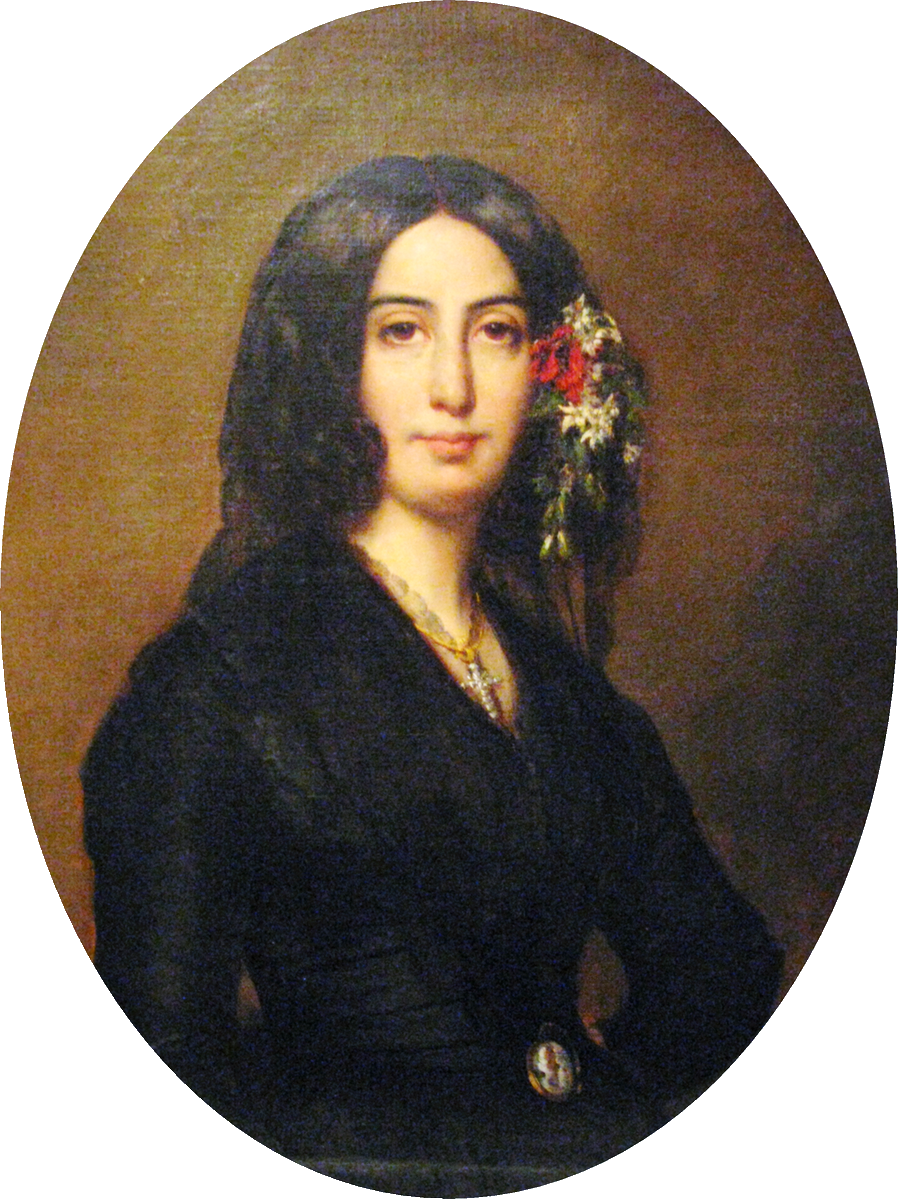
Portrait de George Sand par Auguste Charpentier (1838).

#### Description
Ce numéro retrace le destin d’Amantine Aurore Lucile Dupin, plus connue sous le nom de George Sand, femme de lettres et figure romantique du XIXe siècle.
A travers un documentaire, différentes interviews (romanciers, historiens, journalistes), des extraits de téléfilms et des visites guidées dans les lieux de vie de l'écrivaine, l’émission revient longuement sur la jeunesse de la romancière, ses combats politiques ou encore ses relations amoureuses avec le poète Alfred de Musset et le musicien polonais Frédéric Chopin,.

#### Diffusions
- France : 2 août 2016
- France : 2 septembre 2017 et 23 mai 2022 (rediffusions)[32]

#### Avis de la presse
L'hebdomadaire La Vie note : « On s'épargnerait bien des détails sur George Sand comme la recette de sa confiture de fraises, mais le tout reste plaisant et bien ficelé. L'écrivaine apparaît brièvement sous les traits de Juliette Binoche ou d'Ariane Ascaride, nous rappelant la postérité avérée d'une féministe avant l'heure ».

#### Lieux de tournage
Parmi les lieux visités par l'émission, on retrouve notamment la ville de Venise, l'île de Majorque ou encore le Domaine de George Sand dans le Berry.
Le Domaine de George Sand à Nohant-Vic a d'ailleurs connu en août 2016 une hausse de sa fréquentation de 38% par rapport aux années précédentes, un succès que la gérante du château a attribué à l'époque à l'émission Secrets d'histoire diffusée au début du mois.

#### Liste des principaux intervenants
- Michelle Perrot - Historienne
- Daniel Arsand - Ecrivain
- Évelyne Bloch-Dano - Biographe
- Bernadette Chovelon - Biographe
- Philippe Séguy - Ecrivain
- Catherine Hermary-Vieille - Biographe
- Martine Reid - Biographe
- Ève Ruggieri - Journaliste
- Jérôme Godeau - Historien d’art
- Béatrice Diaz - Historienne
- Bruno Fuligni - Historien
- Jean Garrigues - Historien[34]

### Churchill, le lion au cœur tendre

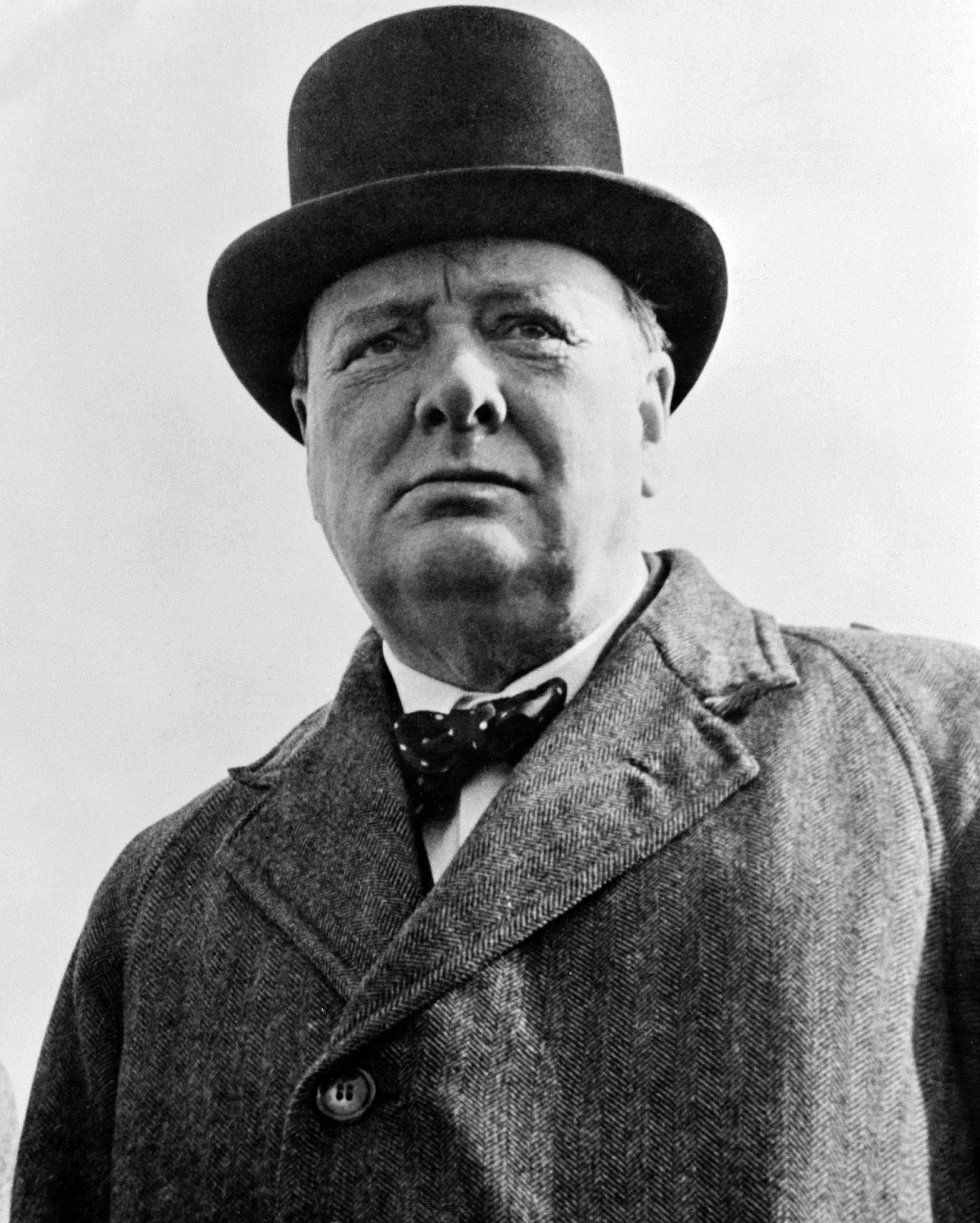
Winston Churchill en 1942.

#### Description
Ce numéro retrace le destin du premier ministre britannique Winston Churchill, figure emblématique de la lutte contre l’Allemagne nazie durant la Seconde Guerre mondiale.
L’émission revient notamment sur sa jeunesse malheureuse, durant laquelle il est éloigné de ses parents, sa carrière militaire et politique mais aussi son amour de la littérature.

#### Diffusions
- France : 23 août 2016
- France : 15 juin 2020 (rediffusion)[37]

#### Avis de la presse
L'hebdomadaire La Vie note : « Un portrait intimiste et bien agencé, quoiqu'un peu répétitif, qui nous rappelle avec justesse ce que l'Europe doit aux grands hommes de la Seconde Guerre mondiale, Churchill en tête ».
De son côté, Le Figaro note : « Les témoignages de descendants de l’illustre premier ministre et d’historiens dressent un portrait attachant et intime ».

#### Lieux de tournage
Parmi les lieux visités par l'émission, on retrouve notamment le Palais de Blenheim et le manoir de Chartwell dans le Kent.

#### Liste des principaux intervenants
- Béatrix de L'Aulnoit - écrivain
- François Kersaudy - historien
- Guy Gauthier - historien
- Guillaume Piketty - historien
- Antoine Capet -  historien
- Richard Davis - historien
- Mona Parra - historienne[39]

### Alexandre le Grand, des rêves et des conquêtes

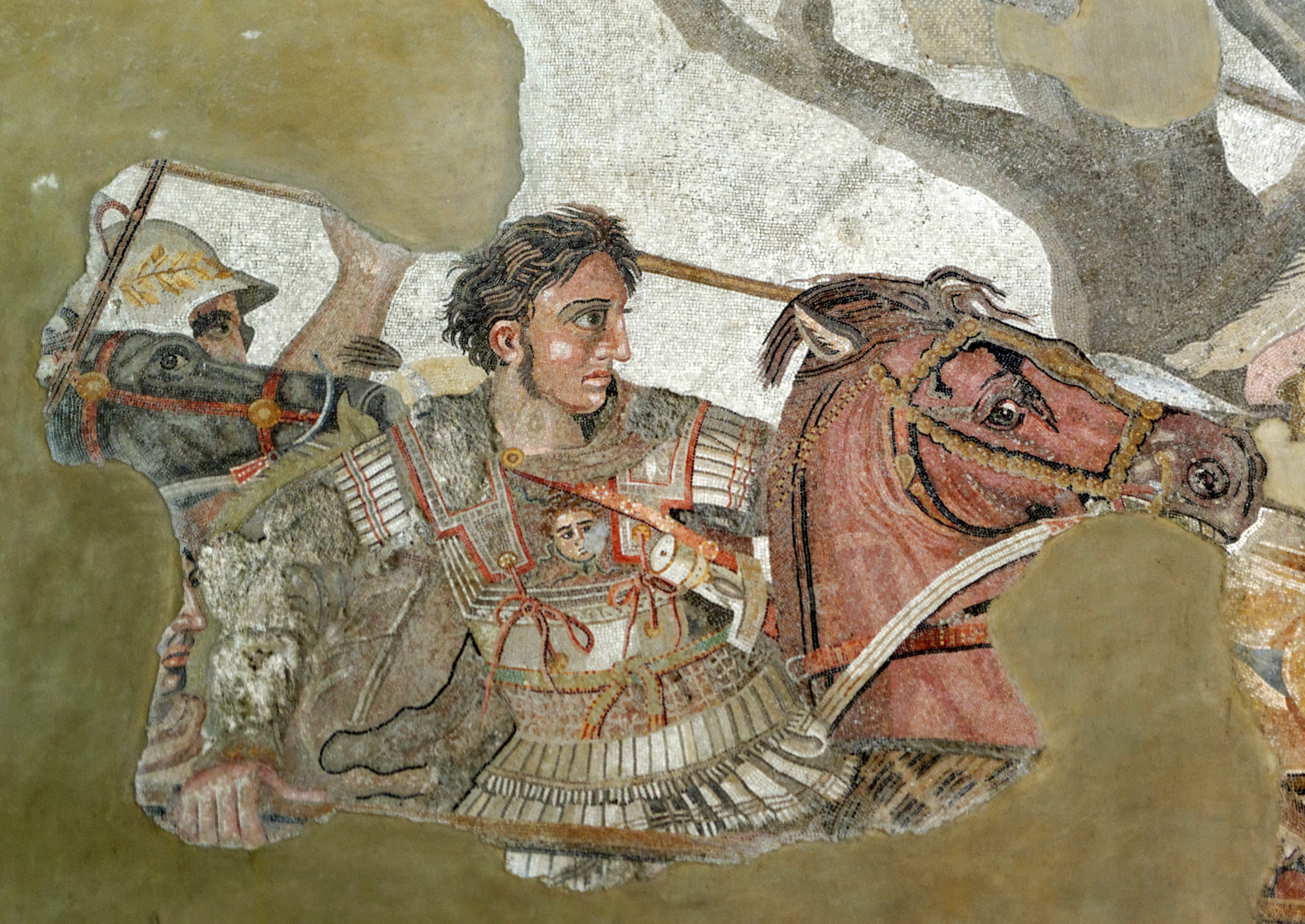
Détail de la mosaïque d'Alexandre de Pompéi, musée archéologique de Naples.

#### Description
Ce numéro retrace le destin d’Alexandre le Grand, l'une des figures les plus célèbres de l'Antiquité qui unifia le monde hellénique et parvint à conquérir l'immense empire perse.
Tout en visitant les sites majeurs de son épopée, l’émission tente de percer les secrets de sa personnalité, d’expliquer les raisons de son décès brutal et d'apporter des indices sur la localisation de son tombeau. L'émission est également ponctuée de nombreuses séquences du film d'Oliver Stone, Alexandre, avec Colin Farrell dans le rôle du roi de Macédoine.

#### Première diffusion
- France : 30 août 2016

#### Avis de la presse
L'hebdomadaire La Vie note : « Le programme, rythmé et agréable, dépeint avec dynamisme et précision le portrait d'Alexandre. Un bon moment de vulgarisation historique, même si le montage haché rend parfois les analyses des experts trop courtes et donc un brin artificielles. Dommage ».
De son côté, l'hebdomadaire Télé-Loisirs note : « Une merveilleuse épopée qui donne l'occasion de découvrir des trésors culturels à travers un récit vibrant. Cette plongée fabuleuse, empreinte de mythes et de légendes, fait la part belle à de sublimes panoramas. Un portrait fascinant, dessiné avec brio, riche en anecdotes et séquences de fiction qui marqueront les esprits ».

#### Lieux de tournage
Parmi les lieux visités, on retrouve notamment les principaux sites antiques de Grèce, les cités perses de Babylone et Persépolis ou encore la ville d'Alexandrie en Égypte.

#### Liste des principaux intervenants
- Michel Woronoff - historien
- Michel de Grèce - écrivain
- Diane Ducret - écrivain
- Joël Schmidt - biographe
- Maximilien Lormier - historien
- Paul-André Claudel - historien
- Virginie Girod - historienne[43]

### Wallis: la sulfureuse duchesse de Windsor

#### Description
Ce numéro retrace le destin de Wallis Simpson, duchesse de Windsor. Femme ambitieuse et calculatrice, elle fut accusée d'avoir poussé à l'abdication le roi Edouard VIII d'Angleterre et d'avoir entretenu des liaisons étroites avec le régime nazi. Figure de la vie parisienne, elle mit son style singulier au service des plus grandes maisons de luxe : Givenchy, Goyard, Cartier ou encore Roger Vivier.
« Wallis était une femme flamboyante, ultra-moderne et épatante. Elle a fait face à tout, notamment à l’opprobre qui lui est tombée dessus. Je souhaitais battre en brèche certaines idées reçues sur l’existence de la duchesse de Windsor, souvent calomniée. » indique ainsi l'historienne Laurence Catinot-Crost qui participe à l'émission.

#### Première diffusion
- France : 6 septembre 2016

#### Avis de la presse
Le magazine Télé 7 jours note : « Depuis le château de La Croë à Antibes, résidence estivale du magnat russe Roman Abramovitch, Stéphane Bern révèle le destin étonnant de Wallis Simpson ».

#### Lieux de tournage
Parmi les lieux visités par l'émission, on retrouve notamment le Château de la Croë à Antibes et le Château de Candé en Indre-et-Loire,.

#### Liste des principaux intervenants
- Isabelle Rivère - écrivaine
- Laurence Catinot-Crost - biographe
- Antoine Michelland - journaliste
- Anne Sebba - biographe
- Hugo Vickers - biographe
- John Julius Norwich - historien
- François Kersaudy - historien
- Michel Larivière - historien[47],[48]

### La Du Barry: coup de foudre à Versailles

Madame du Barry en 1781, la beauté toujours reine par Élisabeth Vigée-Lebrun.

#### Description
Ce numéro retrace le destin de Jeanne Bécu, surnommée Madame du Barry, l’une des courtisanes les plus célèbres de l’Histoire et amante du roi de France Louis XV.
L’émission revient sur sa jeunesse, son arrivée à la cour, sa rivalité avec la future reine, Marie-Antoinette, mais également sur les différents lieux qui ont marqué sa vie, de Versailles à Brissac en passant par le château de Louveciennes.

#### Diffusions
- France : 15 novembre 2016
- France : 8 janvier 2019 (rediffusion)[50]

#### Avis de la presse
Le magazine Télé Z note : « Si on connaît son nom, en revanche, sa vie est méconnue. L’erreur est réparée. On découvre une femme faisant face à une destinée difficile et romanesque ».
De son côté, le magazine Télé-Loisirs note : « Rendre l'histoire "sexy" : Stéphane Bern relève le défi haut la main avec ce numéro franchement captivant. La personnalité adorable et le destin sulfureux de son héroïne y sont pour beaucoup. Le récit est fluide et rythmé, les reconstitutions élégantes et les historiens généreux en anecdotes croustillantes ».

#### Lieux de tournage
Parmi les lieux visités par l'émission, on retrouve notamment les châteaux de Versailles, de Louveciennes et de Brissac, ou encore le Musée Promenade de Marly-le-Roi-Louveciennes.

#### Liste des principaux intervenants
- Évelyne Lever - historien
- Michel de Decker - historien
- Michel Delon - historien
- Jacques de Saint Victor - écrivain
- Jean-Christian Petitfils - historien
- Ève Ruggieri - romancière[51]

## Diffusion
L'émission est diffusée en prime-time sur France 2, du 19 janvier 2016 au 15 novembre 2016. Chaque numéro dure entre 1 heure 30 et 2 heures.

## Audiences
En termes d'audiences, le numéro consacré au roi Louis II de Bavière permet à l'émission d'obtenir son meilleur score de la saison (2,91 millions de téléspectateurs).
| Rang | Première diffusion | Titre                                               | Description | Nombre de téléspectateurs | Part d'audience |
| ---- | ------------------ | --------------------------------------------------- | --- | ------------------------- | --------------- |
| 1    | 19 janvier 2016    | Et si Henri III n'était pas mignon ?                | Portrait d'Henri III.                                                                                                   | 2 883 000                 | 11,7 %          |
| 2    | 29 mars 2016       | Louis II de Bavière, le roi perché                  | Portrait de Louis II de Bavière.                                                                                        | 2 921 000                 | 11,9 %          |
| 3    | 3 mai 2016         | À Florence, Laurent le Magnifique...                | Portrait de Laurent de Médicis.                                                                                         | 2 467 000                 | 10,5 %          |
| 4    | 12 juillet 2016    | Les femmes de la Révolution                         | Portrait de Madame Tallien, Charlotte Corday, Olympe de Gouges, Théroigne de Méricourt, Madame Roland, Madame de Staël. | 2 455 000                 | 11,1 %          |
| 5    | 19 juillet 2016    | La Grande Mademoiselle : une rebelle sous Louis XIV | Portrait d'Anne-Marie-Louise d'Orléans dite la Grande Mademoiselle.                                                     | 2 237 000                 | 11 %            |
| 6    | 26 juillet 2016    | Cléopâtre ou la beauté fatale                       | Portrait de Cléopâtre.                                                                                                  | 2 816 000                 | 14 %            |
| 7    | 2 août 2016        | George Sand, libre et passionnée...                 | Portrait de George Sand.                                                                                                | 2 906 000                 | 14,5 %          |
| 8    | 23 août 2016       | Churchill, le lion au cœur tendre...                | Portrait de Winston Churchill.                                                                                          | 2 259 000                 | 11,8 %          |
| 9    | 30 août 2016       | Alexandre le Grand, des rêves et des conquêtes...   | Portrait d'Alexandre le Grand.                                                                                          | 2 515 000                 | 11 %            |
| 10   | 6 septembre 2016   | Wallis : la sulfureuse duchesse de Windsor          | Portrait de Wallis Simpson.                                                                                             | 2 258 000                 | 9,6 %           |
| 11   | 15 novembre 2016   | La comtesse du Barry : coup de foudre à Versailles  | Portrait de Madame du Barry.                                                                                            | 2 701 000                 | 10,6 %          |

Légende :
- Meilleurs scores de la saison.
- Moins bons scores de la saison.